# Ermelo (Mondim de Basto)
Ermelo era una freguesia portuguesa del municipio de Mondim de Basto, distrito de Vila Real.

## Historia
Fue suprimida el 28 de enero de 2013, en aplicación de una resolución de la Asamblea de la República portuguesa promulgada el 16 de enero de 2013 al unirse por un lado la mayor parte de su territorio con la freguesia de Pardelhas, formando la nueva freguesia de Ermelo e Pardelhas, y por otro lado las aldeas de Carrazedo y Ponte de Olo que pasaron a formar parte de la nueva freguesia de Campanhó e Paradança.